# Тетовирање (филм)
Тетовирање је југословенски и македонски драма филм, по сценарију Мирка Ковача, Живојина Павловића и Столета Попова. Филм је снимљен 1989. године, али је забрањен и у биоскопима приказан 1991. године, тек након распада Југославије о чијој дисфункционалности на свој начин и проговара. Главне улоге у филму тумаче Мето Јовановски, Љиљана Међеши, Столе Аранђеловић и Светозар Цветковић.

## Кратак садржај
Филмска прича се одвија у Социјалистичкој Републици Македонији, тада делу Југославије, у време пропадања социјализма.
Радња почиње апсурдним догађајем: Илко, главни лик филма, посвађа се са супругом и напушта дом са једином ствари коју поседује, празним кофером. Покушавајући негде да нађе мало мира одлази на железничку станицу, где постаје сумњив двојици полицајаца, који га хапсе без икаквог разлога. Илко након тога завршава у затвору, са још неколико невиних људи. Суочен са полицијском тортуром и робијашима Илко се прилагођава затворском животу како би опстао и преживео.

## Улоге
| Глумац              | Улога        |
| ------------------- | ------------ |
| Мето Јовановски     | Илко         |
| Светозар Цветковић  | њушкало      |
| Љиљана Међеши       | Илкова жена  |
| Столе Аранђеловић   | мајстор      |
| Јорданчо Чевревски  | Кифла        |
| Александар Чамински | Љубо Манијак |
| Благоја Чоревски    | Батко доктор |
| Зоран Цвијановић    | Падо         |
| Стево Спасовски     | професор     |
| Младен Крстевски    | Шиптар       |
| Јовица Михајловски  | Боле Змија   |
| Заим Музаферија     | Јордан       |
| Кирил Поп Христов   | Исус         |
| Петре Арсовски      | командир     |
| Кирил Ристоски      | управник     |

Остале улоге  ▼
| Глумац                    | Улога             |
| ------------------------- | ----------------- |
| Милица Стојанова          | Мара              |
| Ђорђи Јолевски            | Грк               |
| Ванчо Петрушевски         | Жика              |
| Лиле Георгиева            | стара проститутка |
| Синоличка Трпкова         | млада проститутка |
| Гјоргји Колозов           | Лале              |
| Благоја Спиркоски Џумерко | стражар           |
| Георги Бисерков           |                   |
| Димитар Илиевски          |                   |
| Нино Леви                 |                   |
| Шишман Ангеловски         | бербер            |
| Фехми Груби               | милиционер 1      |
| Ђокица Лукаревски         | милиционер 2      |
| Илко Стефановски          |                   |
| Александар Шехтански      |                   |
| Мустафа Јашар             |                   |
| Сабина Ајрула             |                   |
| Самоил Дуковски           |                   |
| Кирил Гравчев             |                   |
| Предраг Павловски         |                   |

## Награде
- 1991 - Филмски фестивал у Херцег Новом, Прва награда „Златна мимоза“ за режију[2]
- 1991 - Фестивал глумачких остварења Филмски сусрети у Нишу, Гранд При награда за улогу Мети Јовановском
- 1991 - Фестивал филмског сценарија у Врњачкој Бањи, друга награда за сценарио
- 1991 - Филмски фестивал „Браћа Манаки“, Битољ, Сребрна плакета „Милтон Манаки“ за камеру Миши Самоиловском
- 1991 - Филмско лице године за Мету Јовановског од ревије „Екран“
- 1991 - Номинација за награду Феликс